# Delikatessen
Delikatessen (originaltitel: Delicatessen) är en fransk svart komedifilm från 1991 i regi av Marc Caro och Jean-Pierre Jeunet.

## Handling
Delicatessen är en svart komedi om en fattig framtid med stor matbrist. Filmen handlar om slaktaren Clapet och hyreshuset där slakteriaffären Delicatessen finns. Clapet anställer slakteribiträden som försvinner efter en tid. I det hyreshuset råder aldrig någon brist på kött...